# 1585
1585 (MDLXXXV) je bilo navadno leto, ki se je po gregorijanskem koledarju začelo na torek, po 10 dni počasnejšem julijanskem koledarju pa na petek.

## Dogodki
- 1. januar

## Rojstva
- 27. januar - Hendrick Avercamp, nizozemski slikar († 1634)
- 28. oktober - Cornelius Jansen, belgijski (flamski) katoliški škof in teolog († 1638)
- 9. september - Kardinal Richelieu, francoski kardinal, državnik († 1642)

Neznan datum
- Uriel da Costa, portugalski judovski filozof († 1640)
- Radu Mihnea, vlaški in moldavski knez († 1626)